# تیم ملی فوتبال زیر ۲۱ سال سان مارینو
تیم ملی فوتبال زیر ۲۱ سال سان مارینو (ایتالیایی: Federazione Sammarinese Giuoco Calcio) یا تیم ملی فوتبال جوانان سان مارینو، نماینده کشور سان مارینو در مسابقات فوتبال جوانان اروپا و جهان است که زیر نظر فدراسیون فوتبال سان مارینو فعالیت می‌کند.